# Турако блакитний
Турако блакитний (Corythaeola cristata) — вид птахів родини туракових (Musophagidae).

## Поширення
Вид поширений в Західній та Центральній Африці від Гвінеї-Бісау до Західної Кенії і на південь до Анголи. Живе у тропічних дощових лісах.

## Опис
Великий птах, тіло разом з хвостом сягає 70-76 см завдовжки. Вага птаха 800—1200 г. Оперення блакитне, лише на животі жовте, а ближче хвоста червоне. На голові є великий чубчик, який завжди піднятий. Хвіст довгий. Дзьоб жовтий, на кінчику червоний.

## Спосіб життя
Живе на деревах. Трапляється невеликими зграями. Живиться плодами, рідше комахами. Гніздо у вигляді невеликої платформи з гілок будує самиця серед крони дерева. У гнізді 2 яйця. Насиджує самиця, а самець в цей час її підгодовує. Інкубація триває 18 днів. За пташенятами доглядають обидва батьки. Через 24-26 днів після вилуплення пташенята пробують літати.